# Richard Helm
Richard Helm ist Informatiker und Mitautor des Buches Design Patterns – Elements of Reusable Object-Oriented Software (Entwurfsmuster), welches er gemeinsam mit Erich Gamma, Ralph Johnson und John Vlissides verfasste. Die vier Autoren werden auch als Viererbande („Gang of Four“) bezeichnet. Sie wurden 1998 mit dem Dr. Dobb’s Journal Excellence in Programming Preis und 2006 mit dem AITO Dahl-Nygaard-Preis ausgezeichnet.
Richard Helm ist Partner und Managing Director der Boston Consulting Group in Sydney. Er promovierte an der Universität Melbourne in Informatik, begann seine Karriere bei IBM Global Services als Forschungsassistent im IBM Thomas J. Watson Research Center in New York, später arbeitete er als technischer Berater für die DMR Group und wiederum für IBM in Australien.
Richard Helm war als Komiteemitglied der „ACM Object-Oriented Programming, Systems, Languages and Applications“ Konferenz OOPSLA tätig.

## Werke
- Erich Gamma, Richard Helm, Ralph Johnson, John Vlissides: Design Patterns – Elements of Reusable Object-Oriented Software. Addison-Wesley, Reading MA u. a. 1994, ISBN 0-201-63361-2.
  - Erich Gamma, Richard Helm, Ralph Johnson, John Vlissides: Entwurfsmuster. Elemente wiederverwendbarer objektorientierter Software. Addison-Wesley, Bonn u. a. 1996, ISBN 3-89319-950-0.
- Richard Helm: Patterns, architecture and software. In: ACM SIGPLAN Notices. Vol. 31, Nr. 1, 1996, ISSN 0362-1340, S. 2–3 (englisch, online auf: portal.acm.org [abgerufen am 9. Mai 2010]).
- Richard Helm: Patterns in practice. In: ACM (Hrsg.): Proceedings of the tenth annual conference on Object-oriented programming systems, languages, and applications table of contents (= ACM SIGPLAN notices). Vol. 30, Nr. 10. ACM Press u. a., New York NY 1995, ISBN 0-89791-703-0, S. 337–341 (englisch, online auf: portal.acm.org [abgerufen am 9. Mai 2010]).